# 埃莉斯·沙贝
埃莉斯·沙贝（法語：Elise Chabbey，1993年4月24日—），瑞士女子皮划艇、自行车运动员，2022年世界公路自行车锦标赛混合团体接力金牌得主、2023年世界公路自行车锦标赛混合团体接力金牌得主。